# 水茫草属
水茫草属（学名：Limosella）是玄参科下的一个属，为匍匐状、簇生、水生草本植物。该属共有7种，分布于全球。

## 种
- 水茫草（Limosella aquatica）